# 兵庫県道442号岩見揖保川線
兵庫県道442号岩見揖保川線（ひょうごけんどう442ごう いわみいぼがわせん）は、兵庫県たつの市を通る一般県道である。

## 概要
たつの市御津町岩見からたつの市揖保川町大門に至る。

### 路線データ
- 起点：たつの市御津町岩見（国道250号交点）
- 終点：たつの市揖保川町大門（国道2号・兵庫県道121号たつの相生線交点）
- 総延長：3.893 km

## 路線状況

### 重複区間
- 兵庫県道441号中島揖保川線（たつの市揖保川町浦部・浦部交差点 - たつの市揖保川町山津屋・山津屋交差点）

## 地理

### 通過する自治体
- たつの市

### 交差する道路
| 交差する道路                           | 交差する場所   | 交差する場所 |
| -------------------------------------- | -------------- | ------------ |
| 国道250号                              | 御津町岩見     | 起点         |
| 兵庫県道441号中島揖保川線 重複区間起点 | 揖保川町浦部   | 浦部交差点   |
| 兵庫県道441号中島揖保川線 重複区間終点 | 揖保川町山津屋 | 山津屋交差点 |
| 国道2号 兵庫県道121号たつの相生線      | 揖保川町大門   | 終点         |

### 交差する鉄道
- 山陽新幹線
- 山陽本線

### 沿線
- たつの市立河内小学校
- たつの市立神部小学校